# Triumph Motorcycles
Triumph – największy brytyjski producent motocykli, założony w 1983 roku przez Johna Bloora po upadku Triumph Engineering.